# نسل نهم کنسول‌های بازی ویدئویی

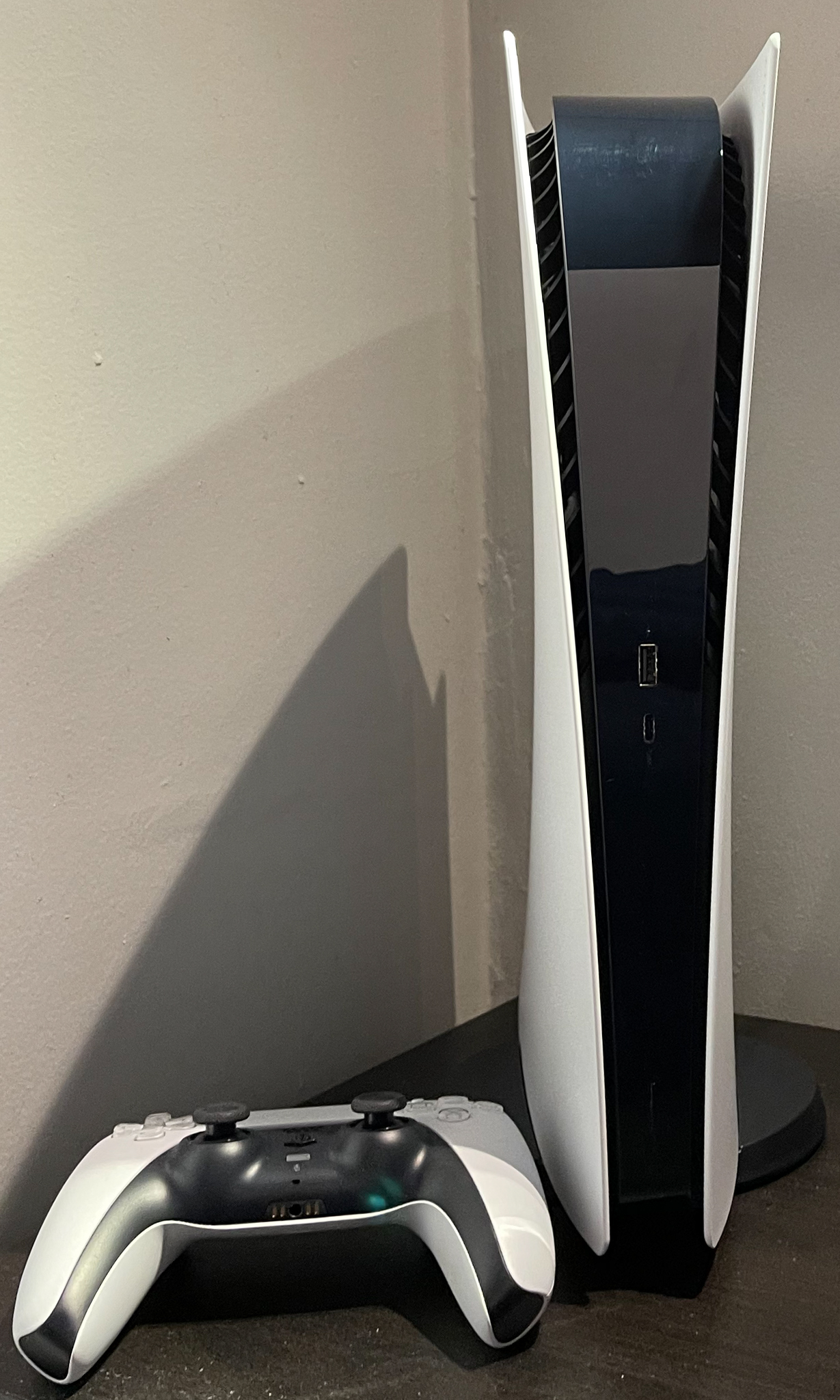
پلی‌استیشن ۵ یکی از کنسول های بازی ویدئویی نسل نهم می باشد.

نسل نهم کنسول‌های بازی ویدئویی در نوامبر سال ۲۰۲۰ با اولین انتشار مایکروسافت که ایکس‌باکس سری ایکس و سری اس و سونی نیز با پلی‌استیشن ۵ آغاز شد.
کنسول‌ها ارتقای عملکرد قابل توجهی نسبت به نسل قبلی خود یعنی نسل هشتم که ایکس‌باکس وان و پلی‌استیشن ۴ را شامل می‌شود داشتند، اضافه کردن محاسبات و پردازنده‌های گرافیکی سریع‌تر، پشتیبانی از گرافیک ردیابی پرتوهای بی‌درنگ، خروجی رزولوشن ۴کی، و در برخی موارد، وضوح ۸کی با سرعت‌های رندر با هدف قرار دادن ۶۰ فریم در ثانیه (فلاپس) و بالاتر را نشان می‌دهند. 
 هر دو خانواده کنسول سیستم‌های درایو حالت جامد داخلی (اس‌اس‌دی) جدیدی را معرفی کردند تا به‌عنوان حافظه و سیستم‌های ذخیره‌سازی با توان بالا برای بازی‌ها برای کاهش یا حذف زمان بارگذاری و پشتیبانی سطح کاربر استفاده شود. اکس‌باکس سری اس و پلی‌استیشن ۵ و پلی‌‌استیشن ۵ دیجیتال ادیشن فاقد درایو نوری هستند و در عین حال از توزیع آنلاین و ذخیره بازی‌ها در دستگاه‌های یواس‌بی خارجی پشتیبانی می‌کنند.
قرار گرفتن این کنسول‌ها خانگی به‌عنوان دستگاه‌های محاسباتی با کارایی بالا، رقبایی مانند نینتندو سوئیچ و سرویس‌های بازی ابری مانند استادیا و آمازون لونا را به عنوان همپوشانی با نسل هشتم قبلی کنسول‌های بازی ویدیویی قرار می‌دهد.
نخستین کنسول این نسل توسط مایکروسافت ارائه گشت. مایکروسافت در ۱۰ نوامبر سال ۲۰۲۰ کنسول اکس‌باکس سری اکس و سری اس را عرضه نمود. این درحالی بود که مایکروسافت، پیش از این تجربه عرضه کنسول را در کنسول‌های نسل ششم داشت. هرچند به‌لحاظ نفوذ در بازارها و فروش، اکس‌باکس از دو رقیب خود شکست خورد. سونی با پلی‌استیشن ۵ و نینتندو نیز در این نسل از کنسول‌ها نیز حضور داشتند. ویژگی بارز این نسل از کنسول‌ها، توانایی بسیار بالای آن‌ها در زمینه پردازش بسیار قوی در زمینه محیط‌های سه‌بعدی، کیفیت بسیار بالای صوتی و تصویری، پشتیبانی گسترده خدمات آنلاین، افزونه‌ها و امکانات جانبی جالب و نوآورانه بود.

## زمینه
مدت زمان از نسل هشتم تا شروع نسل نهم یکی از طولانی‌ترین دوره‌ها در تاریخ بود، که در سال ۲۰۱۲ با انتشار وی یو نینتندو آغاز شد و ۷ سال تا عرضه نسل بعدی طول کشید. نسل‌های گذشته معمولاً در نتیجه قانون مور دارای پنجره‌های پنج ساله بودند، اما مایکروسافت و سونی در عوض طراحی‌های جدید کنسول میانی، ایکس‌باکس وان اکس و پلی‌استیشن ۴ پرو را راه‌اندازی کردند. مایکروسافت همچنین یک برنامه اجاره ماهانه کنسول را با گزینه خرید یا ارتقا راه‌اندازی کرد.
مایکروسافت و سونی کنسول‌های جدید خود را در سال ۲۰۱۹ برای عرضه تا پایان سال ۲۰۲۰ و قبل از دنیاگیری کووید-۱۹ اعلام کرده بودند. زمانی که همه‌گیری در مارس ۲۰۲۰ رخ داد، بر بازاریابی و تولید کنسول‌ها تأثیر گذاشت و ئی۳ ۲۰۲۳ لغو شده به عنوان یک مکان اصلی برای نمایش کنسول‌ها برنامه‌ریزی شده بود، و در عوض، مایکروسافت و سونی برای برجسته کردن سیستم‌ها و راه‌اندازی بازی‌ها، به نمایشگاه‌های آنلاینی مثل یوتیوب روی آوردند. هر دو شرکت اذعان کردند که این همه‌گیری به دلیل کاهش سرعت تولید سخت‌افزار از مارس ۲۰۲۰، منابع تولید آنها را تحت فشار قرار داده است، اما بر پنجره‌های عرضه کنسول آنها تأثیری نخواهد گذاشت، و آنها انتظارات مصرف‌کنندگان را دارند که احتمالاً عرضه کنسول در پنجره راه‌اندازی محدود خواهد شد و به آرامی تبدیل خواهد شد. با از بین رفتن همه‌گیری، آرامش بیشتری پیدا کرد. این امر موجی از پوسته پوسته شدن را در فروشگاه‌های آنلاین ایجاد کرد که توسط تولیدکنندگان و فروشندگان با آن مقابله شد. کمبود مداوم تراشه جهانی همچنان بر فروش کنسول‌ها تا پایان سال ۲۰۲۱ تأثیر می‌گذارد، با هشدار سونی نسبت به کاهش تعداد تولید در سه‌ماهه پایانی تقویم سال و تا سال ۲۰۲۲. این همچنین بر نرخ تولید کنسول نینتندو سوییچ و برنامه‌های ولو برای عرضه رایانه‌های بازی دستی استیم دک

## ایکس‌باکس سری اکس و سری اس
ایکس‌باکس سری اکس و سری اس (به انگلیسی: Xbox Series X and Series S) با اسم رمز پروژه اسکارلت، عنوان کنسول‌های بازی ویدئویی خانگی در نسل نهم است که توسط شرکت مایکروسافت ساخته شده است و هر دو مدل در تاریخ ۱۰ نوامبر ۲۰۲۰ عرضه شدند. این چهارمین کنسول بازی در خانواده اکس‌باکس و جانشین ایکس‌باکس وان به‌شمار می‌رود که سازگاری عقبرو با تمامی نرم‌افزارها و لوازم جانبی اکس‌باکس وان را پشتیبانی می‌کند. این سخت‌افزار برای رقابت با رقیب سنتی خود در نسل نهم، پلی‌استیشن ۵ و دیگر رقیبان خود، نینتندو سوئیچ و گوگل استادیا وارد بازار شد.
مایکروسافت اولویت خود را عملکرد سخت‌افزاری قرار داده است، که شامل پشتیبانی از صفحه با وضوح نمایش بالاتر (حداکثر وضوح ۸کی)، رهگیری پرتو بی‌درنگ، و استفاده از درایو حالت جامد (اس‌اس‌دی) با سرعت بالا به منظور کاهش زمان بارگیری بر روی مدل اکس‌باکس سری اکس است. اکس‌باکس سری اس از همان واحد پردازش مرکزی برخوردار است، اما در آن واحد پردازش گرافیکی، حافظه و محل ذخیره‌سازی داخلی کاهش یافته‌اند و همچنین فاقد درایو نوری می‌باشد.

## پلی‌استیشن ۵
پلی‌استیشن ۵ (انگلیسی: PlayStation 5، کوتاه: PS5) پنجمین کنسول بازی ویدئویی خانگی از پلی‌استیشن است که سونی آن را توسعه داده است. پلی‌استیشن ۵ در نسل نهم با رقیب سنتی خود، ایکس‌باکس سری اکس و سری اس و دیگر رقیبان خود، نینتندو سوئیچ و گوگل استادیا رقابت می‌کند.
پلی‌استیشن ۵ در سال ۲۰۱۹ به عنوان جایگزین کنسول پلی‌استیشن ۴ رونمایی شد و در ۱۲ نوامبر ۲۰۲۰، در آمریکای شمالی، استرالیا، ژاپن، نیوزیلند، کره جنوبی و سنگاپور روانه بازار گردید و در ۱۹ نوامبر در سراسر جهان، پخش شد. نخستین گزارش‌ها از این کنسول بازی از سوی مارک سرنی در گفتگو با وایرد بود که در آوریل ۲۰۱۹ منتشر شد. نخستین بار سونی در ویدیو کنفرانس اختصاصی پلی‌استیشن ۵ که در حال رونمایی بازی‌های آن بود، تصویر دوال سنس یا همان دسته پلی‌استیشن ۵ را در معرض نمایش همگان گذاشت. پس از آن در کنفرانس اختصاصی خود کنسول را به شکل کامل در یک ویدیو کنفرانس معرفی کرد؛ زیرا به دلیل جریان اپیدمی کرونا امکان معرفی در حضور هواداران این پلتفرم مهیا نبود. این کنسول، بازی‌های گزینش‌شدهٔ پلی‌استیشن ۴ را نیز اجرا می‌کند.
کنسول پلی‌استیشن ۵ از معماری رایزن ای‌ام‌دی، بر پایهٔ نسخهٔ ۷ نانومتری معماری زن ۲ با ۸ هسته و ۱۶ رشتهٔ پردازشی بهره می‌برد. پردازش گرافیکی این کنسول، از خانوادهٔ رادئون و بر پایهٔ ریز معماری تازهٔ همین شرکت، با نام آردی‌ان‌ای است که توانایی رهگیری پرتو بی‌درنگ را دارد. این کنسول بازی، از درایو حالت جامد (اس‌اس‌دی) بهره می‌برد که به بارگذاری تندتر و چالاکی بیشتر محیط بازی‌ها، می‌انجامد. همچنین، پشتیبانی از ۸کی نیز فراهم شده است.
در اوایل سال ۲۰۱۹، گزارش مالی سونی بر اساس سه‌ماههٔ منتهی به ۳۱ مارس ۲۰۱۹ تأیید کرد که سخت‌افزار تازهٔ نسل بعدی در حال توسعه است اما زودتر از آوریل ۲۰۲۰ ارائه نمی‌گردد.پلی‌استیشن ۵ آخرین محصول شرکت سونی از سری پلی‌استیشن و در ادامه موفقیت‌های پلی‌استیشن ۴ به بازار عرضه شده. این کنسول از هفتمین هشتمین بازی‌های ویدئویی است و در ۱۰ نوامبر ۲۰۲۰ در ژاپن و ۱۳ نوامبر ۲۰۲۰ در آمریکا به‌طور رسمی وارد بازار شد.
این کنسول، بزرگ‌ترین کنسول و دومین کنسول سنگین تاریخ بوده و در رنگ مشکی سفید متالیک تولید می‌شود. وزنش حدود ۵ کیلوگرم است و ابعادی برابر ۱۵۱*۱۵۱*۳۰۱ میلی‌متر دارد.
واحد پردازش مرکزی در پلی‌استیشن ۵ نوعی از یک پردازنده به نام زن ۲ است، زن ۲ مورد استفاده شده در این کنسول در کلاک ۳٫۵Ghz کار می‌کند.

## مقایسه
| برند                              | | | |
| نام                               | اکس‌باکس سری اس                                                                                         | اکس باکس سری اکس                                                                                         | پلی‌استیشن ۵ |
| --------------------------------- | --- | --- | --- |
| کنسول                             | | | |
| تاریخ عرضه                        | | | |
| رسانه                             | دی‌وی‌دی                                                                                                 | دی‌وی‌دی - دیسک بلوری                                                                                      | دیسک بلو-ری |
| CPU                               | پردازنده شخصی‌سازی شده زن ۲ با هشت هسته و فرکانس ۳٫۸ گیگاهرتز                                           | پردازنده شخصی‌سازی شده زن ۲ با هشت هسته و فرکانس ۳٫۸ گیگاهرتز                                             | پردازنده ۸ هسته‌ای زن ۲ با فرکانس پردازشی ۳٫۵ گیگاهرتز (دارای فرکانس متغیر)                                                             |
| GPU                               | پردازنده گرافیکی شخصی‌سازی‌شده RDNA 2 با قدرت ۴ ترافلاپس و ۲۰ واحد محاسباتی (CU) با فرکانس ۱٫۵۵ گیگاهرتز | پردازنده گرافیکی شخصی‌سازی‌شده RDNA 2 با قدرت ۱۲ ترافلاپس و ۵۲ واحد محاسباتی (CU) با فرکانس ۱٫۸۲۵ گیگاهرتز | قدرت پردازشی ۱۰٫۲۸ ترافلاپس، مجهز به ۳۶ واحد محاسباتی با فرکانس پردازشی ۲٫۲۳ گیگاهرتز (دارای فرکانس متغیر) و معماری RDNA2              |
| توان پردازشی                      | ۴ ترافلاپس                                                                                             | ۱۲ ترافلاپس                                                                                              | ۱۰ ترافلاپس |
| خروجی تصویر                       | | ۴کی-۸کی                                                                                                  | ۴کی-۸کی |
| حافظه                             | ۵۰۰ گیگابایت از نوع اس‌اس‌دی سفارشی‌سازی‌شده (۳۶۴ گیگابایت در دسترس)                                       | ۱ ترابایت از نوع اس‌اس‌دی سفارشی‌سازی‌شده (۸۰۲ گیگابایت در دسترس)                                            | ۸۲۵ گیگابایت از نوع اس‌اس‌دی سفارشی‌سازی‌شده (۶۶۷٫۲ گیگابایت در دسترس) - مجهز به درگاه خارجی اس‌اس‌دی از نوع NVMe برای ارتقاء فضای ذخیره‌سازی |
| رم                                | ۱۰ گیگابایت GDDR6                                                                                      | ۱۶ گیگابایت GDDR6                                                                                        | ۱۶ گیگابایت GDDR6 |
| اندازه                            | ابعاد ۱۵۱ × ۱۵۱ × ۳۰۱ میلی‌متر                                                                          | ۱۵۱ × ۱۵۱ × ۳۰۱ میلی‌متر                                                                                  | ۲۶۰ × ۱۰۴ × ۳۹۰ میلی‌متر |
| وزن                               | ۱٫۹۳ کیلوگرم (۴٫۳ پوند)                                                                                | ۴٫۴۵ کیلوگرم (۹٫۸ پوند)                                                                                  | "دیسک خور"- ۴٫۵ کیلوگرم (۹٫۹ پوند) Original- ۳٫۵ کیلوگرم (۷٫۷ پوند)                                                                    |
| تجهیزات جانبی (بدون بسته‌های بازی) | | Core: کنترلر بی‌سیم Composite cable with stereo RCA connectors                                            | |

## کنسول‌های دیگر

### نینتندو سوئیچ
موقعیت نینتندو سوئیچ در مقایسه با پلی‌استیشن ۵ یا اکس‌باکس سری اکس و سری اس نامشخص است. این کنسول در مارس ۲۰۱۸ منتشر شد، مدت‌ها قبل نینتندو می‌خواست به سرعت از شکست تجاری وی یو بهبود یابد. همان‌طور که با وی انجام داده بود، نینتندو سوییچ را در یک استراتژی اقیانوس آبی طراحی کرد تا کنسول را از رقبا متمایز کند. سوئیچ به دلیل قدرت پردازش پایین‌تر، عموماً از نظر فناوری یکی از کنسول‌های نسل هشتم محسوب می‌شود. با این حال، میزبان بازی‌های چند پلتفرمی در کنار پلی استیشن ۵ و اکس‌باکس سری اکس و سری اس است. نسخه‌های سوییچ ممکن است با قدرت راه‌حل‌های مبتنی بر بازی ابری، مانند کنترل و هیتمن ۳ تکمیل شوند.

### پلتفرم‌های بازی ابری
دو پلتفرم مهم بازی ابری، گوگل استادیا و آمازون لونا، که به ترتیب در نوامبر ۲۰۱۹ و اکتبر ۲۰۲۰ معرفی شدند. همراه با سیستم‌های ابری موجود مانند جیفورس ناو، این سیستم‌ها فاقد هرگونه پیشرفت مالی به عنوان کنسول‌های بازی ویدیویی خانگی هستند، اما بازی‌های نسل نهم چند پلتفرمی در آن‌ها قابل اجرا هستند.
در حالی که سونی مجموعه بازی‌های انحصاری مبتنی بر روایت داستان را برای پلی‌استیشن تبلیغ می‌کرد، مایکروسافت بازی‌های ابری ایکس‌باکس گیم‌پس خود را تبلیغ می‌کرد، که از استراتژی جنگ کنسول فاصله می‌گرفت. این امر باعث شد تا مایکروسافت در چیزی که تحلیلگران انتظار داشتند یک سرویس مکمل اصلی باشد، یک شروع بزرگ را به همراه داشت، مکمل کسب و کار بی‌سود کنسول و جذابیت بیشتری برای بازیکنان سطح ابتدایی با دسترسی بهتر با قیمت پایین‌تر.

## توضیحات بیشتر

### کنسول‌های اصلی

#### پلی‌استیشن ۵
پلی‌استیشن ۵ توسط سونی به عنوان جانشین توسعه داده شد پلی‌استیشن ۴ و اولین بار در نوامبر ۱۲، ۲۰۲۰. منتشر شد هدف اولیه توسعه پلی‌استیشن ۵ کاهش زمان بارگذاری در بازی‌ها بود، به‌ویژه بازی‌هایی که از جریان درون‌بازی استفاده می‌کنند، مانند زمانی که بازیکن در یک جهان باز حرکت می‌کند. سونی یک معماری درایو حالت جامد (SSD) سفارشی را بر اساس ۱۲ کانال ۸۲۵ توسعه داد. GB SSD همراه با یک روش فشرده سازی سریع نرم‌افزاری که سرعت ورودی/خروجی را تا ۸ تا ۹ گیگابایت بر ثانیه امکان‌پذیر می‌کند. در اکثر آزمایش‌های اولیه توسعه، این عملاً نمایشگرهای بارگذاری و پنهان کردن زمان بارگذاری بازی‌های جهان باز را حذف کرد. سیستم اصلی توسط یک سیستم ای ام دی زن ۲ بر روی تراشه ای که با فرکانس متغیر با سقف ۳٫۵ گیگاهرتز کار می‌کند پشتیبانی می‌شود. یک پردازنده گرافیکی ار.دی.ان. ای نیز با فرکانس متغیر با محدودیت ۲٫۲۳ گیگاهرتز کار می‌کند. این پردازنده گرافیکی دارای توان پردازشی بالقوه ۱۰٫۲۸ ترافلاپس است. این سیستم دارای ۱۶ می‌باشد گیگابایت حافظه
پلی‌استیشن ۵ با دو مدل عرضه شد. مدل پایه شامل یک دیسک‌خوان نوری که پلی‌استیشن ۵ نام دارد برای اکثر فرمت‌های دیسک از جمله بلو ری و یو اچ دی بازی‌های خرده‌فروشی پلی‌استیشن ۵ است. مدل دیجیتال ارزان‌تر که فاقد دیسک‌خوان است پلی‌استیشن ۵ دیجیتال ادیشن نام دارد، اما در غیر این صورت معادل مدل پایه است. هر دو مدل از گزینه‌های حافظه گسترش یافته برای ذخیره بازی‌ها و سایر داده‌ها در درایوهای خارجی پشتیبانی می‌کنند، بنابراین به بازیکنان اجازه می‌دهد بازی‌ها را از طریق توزیع آنلاین از طریق فروشگاه پلی‌استیشن دریافت و ذخیره کنند. پلی‌استیشن ۵ عمدتاً سازگاری کامل با بازی‌های پلی‌استیشن ۴ دارد، تنها تعداد محدودی از بازی‌ها در حال حاضر بر روی کنسول پشتیبانی نمی‌شوند، در حالی که سرویس ابری پلی استیشن ناو برای کاربران برای بازی‌های کنسول‌های قدیمی‌تر پلی‌استیشن در دسترس است.

#### اکس‌باکس سری اکس/اس
اکس‌باکس سری اکس/اس جانشین اکس‌باکس وان اکس/اس است و در نوامبر ۲۰۲۰ در مناطق منتخب منتشر شد. مایکروسافت از مدل‌های کنسول دوگانه اکس‌باکس وان پیروی کرد: یک خط رده بالا (سری ایکس قابل مقایسه با اکس‌باکس وان ایکس) و یک مدل ارزان‌تر (سری اس قابل مقایسه با اکس‌باکس وان اس). هدف عملکرد اکس‌باکس سری ایکس حدود چهار برابر اکس‌باکس وان ایکس بود.
هر دو اکس‌باکس سری ایکس و سری اس از یک ای ام دی زن ۲ و یکار.دی.ان. ای اما با فرکانس‌ها و واحدهای محاسباتی متفاوت استفاده می‌کنند. سری اس فرکانس‌های پایین‌تری با عملکرد کاهش‌یافته دارد و سری ایکس دارای عملکرد گرافیکی ۱۲٬۱۴ ترافلاپس در مقایسه با ۴٫۰۰۶ ترافلاپس سری اس است. مایکروسافت یک معماری Velocity را توسعه داد که شامل یک سیستم اس اس دی داخلی است (۱ سل در سری X، ۵۰۰ گیگابایت در سری S) برای ذخیره بازی‌ها و دایرکت اس جدید با ورودی/خروجی بهبود یافته و جریان و رندر بافت درون بازی استفاده می‌شود. سری ایکس شامل یک دیسک خوان نوری است که از رسانه‌های بلوی ری و یو اچ دی پشتیبانی می‌کند، که در سری اس وجود ندارد. هر دو کنسول از رسانه‌های ذخیره‌سازی خارجی بازی و توزیع آنلاین از طریق اکس‌باکس نتورک پشتیبانی می‌کنند. سازگاری کامل به عقب برای همه بازی‌های اکس‌باکس وان، از جمله بازی‌های ایکس‌باکس و ایکس‌باکس ۳۶۰ که قبلاً پشتیبانی می‌شد اما بازی‌های کینکت را شامل نمی‌شد، اعلام شد. مایکروسافت توسعه دهندگان و ناشران شخص ثالث را تشویق کرد تا از رویکرد تحویل هوشمند آن برای ارائه وصله‌های ارتقای عملکرد رایگان بازی‌ها اکس‌باکس وان برای اکس‌باکس سری ایکس/اس استفاده کنند.

### نینتندو سوییچ
موقعیت نینتندو سوییچ در مقایسه با پلی‌استیشن ۵ یا اکس‌باکس سری ایکس/اس نامشخص است. این کنسول در مارس ۲۰۱۷، مدت‌ها قبل از هر یک از این واحدها عرضه شد، زیرا نینتندو می‌خواست به سرعت از شکست تجاری وی یو بهبود یابد. همان‌طور که با وی اصلی انجام داده بود، نینتندو سوییچ را در استراتژی اقیانوس آبی طراحی کرد تا کنسول را از رقبا متمایز کند. سوئیچ به دلیل قدرت پردازش پایین‌تر، عموماً از نظر فناوری یکی از اعضای نسل هشتم محسوب می‌شود. با این حال، میزبان بازی‌های چند پلتفرمی در کنار پلی استیشن ۵ و اکس‌باکس سری ایکس/اس رقابتی است. این نسخه‌های سوییچ ممکن است با قدرت راه حل‌های مبتنی بر بازی‌های ابری ، مانند کنترل و هیتمن ۳ تکمیل شوند.